# Lijst van fictieve plaatsen uit Jommeke
Hieronder volgt een lijst van fictieve plaatsen uit de stripreeks Jommeke. Het bevat landen, landstreken, eilanden, steden en dorpen of andere aardrijkskundige plaatsen.
- Zonnedorp, de woonplaats van Jommeke in de buurt van Antwerpen
- Purperen Berg, in Purperen pillen
- Paradijseiland in Paradijseiland, Luilekkerland, Apen te koop, Het bedreigde paradijs, De geniale malloten en Paradijseiland in gevaar
- (Zwarte) Duivelsmeer, in Het Jampuddingspook en Het meermonster
- Kabouterland, in de buurt van Zonnedorp, in Op heksenjacht, Het heksenbal, Het schuimspook en Pannenkoeken van Pierehaar
- Rio-del-Moka, dorp nabij de Orinoco, in De gouden jaguar
- Het verkeerde land, in de buurt van Zonnedorp, in Het verkeerde land
- Pimpeltjesland, ligt ergens in de Grote Oceaan, in In Pimpeltjesland en Chaos in Pimpeltjesland
- Asnapije, land in de buurt van Indië, in De tocht naar Asnapije
- Giraffeneiland, eiland in de Indische Oceaan dicht bij Madagaskar, in De zilveren giraf
- Schapleure, verbastering van het West-Vlaamse dorpje Lapscheure, in De groene maskers
- Jambajochie, gelegen aan de Grote Oceaan in Mexico, in De plastieken walvis
- Mokapaka, gelegen aan een baai, in De plastieken walvis
- Trapatropia, een koninkrijk in de Indische Oceaan, in De zingende oorbellen
- Kasakatja, een klein Aziatisch land, in Het kristallen eendje
- Abdij van Noordmalle, een zinspeling op de abdij van Westmalle
- Dode Berg, in Het geheim van Macu Ancapa
- Rode Baai, in Alarm in de rode baai
- Ekstergem, buurgemeente van Zonnedorp, in Madam Pepermunt
- Old Goldhill, in Madam Pepermunt
- New Goldhill, in Madam Pepermunt en De vergeten mijn
- Bollegem, buurgemeente van Zonnedorp, in Choco ontvoerd
- Trezebezebiezebossen, buurgemeente van Zonnedorp, in De Kikiwikies
- Pott Patatt-eiland, gelegen onder Tasmanië, in Prinses Pott
- Kokowoko, fictieve plaats, in Opstand in Kokowoko
- Bosduifstraat 10, Kakelberg, in De granda papiljan
- Falamos, stad in een vulkaan, in De stad in de vulkaan
- Koerania, een klein, schatrijk land aan de rand van de woestijn, in Prins Filiberke
- El Razar, een oase, in De bron van El Razar
- Irian Barat, in De knook van Azmor
- Tiki Ta, eilandje in de Grote Oceaan, in De sidderplanten
- Varazdanja, gelegen in Lapland, in De viool van Varazdina, Oost west, thuis best en De brulharp
- Rabarberstraat 9, Tarbor, in Het Boheems schommelpaard
- Kwaak Kwaak-eiland, eiland in de Indische Oceaan, in Het geheimzinnige eiland
- Svanjabak, plaats in Groenland, in De watervallen van Svanjabak
- Vissegem, in De grote zeilrace
- Gallinero, Bolivador, in De kippen van Gobelijn
- Snoby, een eilandje, in De prinsen van Snoby
- Peperbolstraat 12, in De rib van Kalafar
- Buenovivos, een klein staatje in Zuid-Amerika, in Het levenselixir
- Allangbang, in het verre oosten, in De grote puzzel
- Mamozales, in Zuid-Amerika, in De grote puzzel
- Schlotlovodz, ergens in het noorden, in De grote puzzel
- Aspapa, een klein staatje in Afrika, in De grote puzzel
- Alpacadal, in De grote puzzel
- Benistal, gelegen in Afrika, in S.O.S. Benistal
- Kachar El Nachar, in De koningin van Kachar El Nachar en De appelvreters
- Tuamatou, verbastering van Tuamotu, in Het probleem van Jeff Klaxon
- El Bazarina, een Arabisch staatje, in De zwarte parel
- Rattensteeg 13, in De mandoline van Caroline
- Porta Libra, een havenstad in het zuiden, in Fifi in de knoei
- Kangoeroeland, in De snoezige dino's en Dinopolis
- Alphananpur, een staatje in de buurt van Indië, in De koppige cobra
- Atlantis, in De drietand van Neptunus
- Duivelsbergen, in De vergeten mijn
- Wolong-natuurreservaat, een natuurreservaat in China, in De panda van Wanda
- Bergensesteenweg, straat in Zonnedorp, in Blinkende knopen
- Knokeneiland, gelegen in de Caribische zee, in De komkommerprinses
- Rakwiba, eiland van de Kwibussen, in De rare kwibussen
- Koerkoemanië, vorstendom in Rusland, in Paljaskof
- Donkergem, buurgemeente van Zonnedorp, in De pechvogel
- Donkere Dreef in Achtergem, in De pechvogel
- Kasteel Guldenberg, in de omgeving van Zonnedorp, in De pechvogel
- Keutelgem, in De dobbelmannetjes
- Villa Weltevree (Slommerdonk 15 Keutelgem), in De dobbelmannetjes
- Olliland, eilandje onder Madagaskar, in Het roze olifantje
- Bosweg 1, Kodiak, in De beer op sokken
- Duivelskloof, in Het vreemde avontuur
- Bad Bubbelheim, in Filiberke en Biliferke
- Sandwick, kan verwijzen naar een plaats in Engeland, Sandwich, in Het spookdorp
- Amanurië, een klein Arabisch staatje, in Tobias Snuffel
- Zeeweg 3, Normandië, in De kwakzalver
- Mayo Nassa, een koninkrijk op een eilandje in de Indische Oceaan, in Oost west, thuis best
- Bananopia, een eiland in de buurt van Borneo, in De koning van Bananopia
- Oeloeroerots, in De boemerang van Kirimbir
- Rabestrasse (Rabestraße) 17, Kufstein, in Odilon vermist
- Bolinezië, eiland in de Stille Oceaan, in De onderwatertoerist
- Solar Batidor, het mondaine strand, in De onderwatertoerist